# Varano de' Melegari
Varano de' Melegari é uma comuna italiana da região da Emília-Romanha, província de Parma, com cerca de 2.236 habitantes. Estende-se por uma área de 64 km², tendo uma densidade populacional de 35 hab/km². Faz fronteira com Bore, Fornovo di Taro, Medesano, Pellegrino Parmense, Solignano, Varsi.

## Demografia
| Variação demográfica do município entre 1861 e 2011                               |
|                                                                                   |
| Fonte: Istituto Nazionale di Statistica (ISTAT) - Elaboração gráfica da Wikipedia |